# Хоу (титул)
Хоу (кит. 侯, пиньинь: hóu) — наследственный титул знати в древнем Китае. С династии Хань право наследования титула было отменено.
Приблизительно соответствует европейскому титулу «маркиз».
К титулу хоу обычно добавлялось название области или города, которые он получал в управление (например, Силянский хоу). Если же присвоение титула хоу не влекло за собой передачу в управление какой-либо области или города, такой хоу именовался ле-хоу (рядовым хоу).
Во времена династии Чжоу был вторым из пяти рангов знатности: гун, хоу, бо, цзы, нань.